# Томлин, Лили
Мэри Джин «Лили» Томлин (англ. Mary Jean «Lily» Tomlin; род. 1 сентября 1939) — американская актриса, комик, сценарист и продюсер. Обладательница премий «Эмми», «Тони», «Грэмми», а также номинантка на «Оскар».

## Биография
Лили Томлин родилась 1 сентября 1939 года в Детройте, штат Мичиган, в семье Лилли Мэй Форд, медсестры и домохозяйки, и Гая Томлина, фабричного рабочего. Родители Лили, относящиеся к Южной баптистской конвенции, во время Великой депрессии переехали в Детройт из города Падука в штате Кентукки. В 1957 году Лили окончила Техническую среднюю школу, а затем поступила в Государственный университет Уэйна в Детройте, где увлеклась театром. После окончания обучения Лили начала выступать с комедийными номерами в кабаках Детройта, а позже и Нью-Йорка. В 1965 году она впервые появилась на телевидении в «Мерв Гриффин шоу».
В 1975 году Лили сыграла Линни Риз в фильме Роберта Олтмена «Нэшвилл», за роль которой она была номинирована на «Оскар», как «Лучшая актриса второго плана». В фильме «С девяти до пяти» (1980), где наряду с ней снимались Долли Партон и Джейн Фонда, Лили исполнила роль секретарши Виолет Ньюстид. Вместе с Бетт Мидлер она снялась в комедии «Большой бизнес» (1988), где они сыграли две пары близняшек.
В 1985 году Лили исполнила главную роль в бродвейском шоу «Поиск признаков разумной жизни во Вселенной», за которую она была удостоена премии «Тони». В 1989 году, за свою работу в театрах Чикаго, Томлин была награждена премией Сары Сиддонс.
С 1994 по 1998 год Томлин озвучивала миссис Фриззл в мультсериале «Волшебный школьный автобус».
В 2008—2009 годах Лили Томлин была исполнительницей роли Роберты, сестра миссис Маккласки, в сериале «Отчаянные домохозяйки».
Лили Томлин является одной из активисток организации «В защиту животных» (англ. In Defense of Animals, IDA) и является одной из инициаторов проведения Всемирного дня защиты слонов в зоопарках.
В 2012—2013 годах Томлин исполняла роль матери героини Рибы Макинтайр с ситкоме «Кантри в Малибу». В 2015 году она начала сниматься в ситкоме «Грейс и Фрэнки».

## Личная жизнь
В январе 2001 года Лили заявила о том, что она лесбиянка и последние 30 лет состоит в отношениях с Джейн Вагнер, американской сценаристкой, режиссёром и продюсером, 31 декабря 2013 года они заключили брак.

## Фильмография
| Год       |    | Русское название                                | Оригинальное название                                    | Роль                       |
| --------- | -- | ----------------------------------------------- | -------------------------------------------------------- | -------------------------- |
| 1969—1973 | с  | Хохмы Роуэна и Мартина                          | Laugh-In                                                 | постоянная актриса         |
| 1975      | ф  | Нэшвилл                                         | Nashville                                                | Линни Риз                  |
| 1977      | ф  | Позднее шоу                                     | The Late Show                                            | Марго Сперлинг             |
| 1980      | ф  | С девяти до пяти                                | Nine to Five                                             | Вайолет Ньюстед            |
| 1981      | ф  | Невероятно уменьшившаяся женщина                | The Incredible Shrinking Woman                           | Пэт Креймер / Джудит Бисли |
| 1984      | ф  | Весь я                                          | All Of Me                                                | Эдвина Катуотер            |
| 1988      | ф  | Большой бизнес                                  | Big Business                                             | Роуз Ретлифф / Роуз Шелтон |
| 1991      | ф  | В поисках признаков разумной жизни во Вселенной | The Search for Signs of Intelligent Life in the Universe | разные персонажи           |
| 1992      | ф  | Тени и туман                                    | Shadows and Fog                                          | проститутка                |
| 1993      | ф  | Короткие истории                                | Short Cuts                                               | Дорин Пиггот               |
| 1993      | тф | Затянувшаяся музыка                             | And The Band Played On                                   | доктор Сельма Дритз        |
| 1993      | ф  | Деревенщина в Беверли-Хиллз                     | The Beverly Hillbillies                                  | Джейн Хэтэуэй              |
| 1995      | ф  | С унынием в лице                                | Blue In The Face                                         | поедающая вафли            |
| 1996      | с  | Убойный отдел                                   | Homicide: Life on the Street                             | Роуз Халлиган              |
| 1996      | ф  | Не будите спящую собаку                         | Flirting with Disaster                                   | Мэри Шлихтинг              |
| 1996      | ф  | Зигзаг неудачи                                  | Getting Away with Murder                                 | Инга Мюллер                |
| 1998      | ф  | Племя Криппендорфа                              | Krippendorf’s Tribe                                      | Рут Аллен                  |
| 1998      | с  | Секретные материалы                             | The X-Files                                              | Лида                       |
| 1999      | ф  | Чай с Муссолини                                 | Tea With Mussolini                                       | Джорджи Рокуэлл            |
| 2000      | ф  | Малыш                                           | The Kid                                                  | Дженет                     |
| 2002      | ф  | Страна чудаков                                  | Orange County                                            | Шарлотт Кобб               |
| 2002—2006 | с  | Западное крыло                                  | The West Wing                                            | Дебора Фидерер             |
| 2004      | ф  | Взломщики сердец                                | I Heart Huckabees                                        | Вивиан                     |
| 2005      | мс | Симпсоны                                        | The Simpsons                                             | Тэмми                      |
| 2005—2006 | с  | Уилл и Грейс                                    | Will & Grace                                             | Марго                      |
| 2006      | ф  | Компаньоны                                      | A Prairie Home Companion                                 | Ронда Джонсон              |
| 2006      | мф | Гроза муравьёв                                  | The Ant Bully                                            | Моммо                      |
| 2007      | ф  | Эскорт для дам                                  | The Walker                                               | Эбигейл Делорин            |
| 2008      | ф  | Рыбка Поньо на утёсе                            | Gake no Ue no Ponyo                                      | Токи                       |
| 2008      | с  | 12 миль от плохой дороги                        | 12 Miles of Bad Road                                     | Амелия Шекспир             |
| 2008—2009 | с  | Отчаянные домохозяйки                           | Desperate Housewives                                     | Роберта Симмонс            |
| 2009      | ф  | Розовая пантера 2                               | The Pink Panther 2                                       | миссис Беренджер           |
| 2010      | с  | Схватка                                         | Damages                                                  | Мэрилин Тобин              |
| 2011—2015 | с  | Интернет-терапия                                | Web Therapy                                              | Патси Ходж                 |
| 2011      | с  | Морская полиция: Спецотдел                      | NCIS                                                     | Пенелопа Лэнгстон          |
| 2012      | с  | На дне                                          | Eastbound & Down                                         | Тэмми Пауэрс               |
| 2012—2013 | с  | Кантри в Малибу                                 | Malibu Country                                           | Лилли Мэй Маккензи         |
| 2013      | ф  | Экзамен для двоих                               | Admission                                                | Сюзанна                    |
| 2015      | ф  | Бабушка                                         | Grandma                                                  | Элль Рид                   |
| 2015—2022 | с  | Грейс и Фрэнки                                  | Grace and Frankie                                        | Фрэнки Бергстайн           |
| 2017—2018 | мс | Волшебный школьный автобус снова в деле         | The Magic School Bus Rides Again                         | профессор Фриззл           |
| 2018      | мф | Человек-паук: Через вселенные                   | Spider-Man: Into the Spider-Verse                        | тётя Мэй                   |
| 2019      | ф  | Безумие внутри                                  | The Madness Within                                       | Лили                       |
| 2022      | ф  | Двигаясь дальше                                 | Moving On                                                | Эвелин                     |
| 2023      | ф  | 80 для Брэди                                    | 80 for Brady                                             | Лу                         |
| 2024      | ф  | Дорога домой                                    | The Road Home                                            | миссис Кембридж            |

## Награды и номинации
| Награда                        | Год  | Категория                                                                    | Название работы                                 | Результат |
| ------------------------------ | ---- | ---------------------------------------------------------------------------- | ----------------------------------------------- | --------- |
| Оскар                          | 1976 | Лучшая женская роль второго плана                                            | Нэшвилл                                         | Номинация |
| Золотой глобус                 | 1972 | Лучшая женская роль второго плана в мини-сериале, телесериале или телефильме | Хохмы Роуэна и Мартина                          | Номинация |
| Золотой глобус                 | 1976 | Лучшая женская роль второго плана в кинофильме                               | Нэшвилл                                         | Номинация |
| Золотой глобус                 | 1976 | Лучший дебют актрисы                                                         | Нэшвилл                                         | Номинация |
| Золотой глобус                 | 1978 | Лучшая женская роль в комедийном фильме или мюзикле                          | Позднее шоу                                     | Номинация |
| Золотой глобус                 | 1985 | Лучшая женская роль в комедийном фильме или мюзикле                          | Весь я                                          | Номинация |
| Золотой глобус                 | 1994 | Специальная награда за лучший актёрский ансамбль                             | Короткие истории                                | Победа    |
| Золотой глобус                 | 2016 | Лучшая женская роль в комедийном фильме или мюзикле                          | Бабушка                                         | Номинация |
| Золотой глобус                 | 2016 | Лучшая женская роль в комедийном телесериале или мюзикле                     | Грейс и Фрэнки                                  | Номинация |
| Прайм-таймовая премия «Эмми»   | 1994 | Лучшая женская роль второго плана в мини-сериале или телефильме              | Затянувшаяся музыка                             | Номинация |
| Прайм-таймовая премия «Эмми»   | 1996 | Лучшая приглашённая актриса в драматическом телесериале                      | Убойный отдел                                   | Номинация |
| Прайм-таймовая премия «Эмми»   | 2010 | Лучшая приглашённая актриса в драматическом телесериале                      | Схватка                                         | Номинация |
| Прайм-таймовая премия «Эмми»   | 2013 | Лучшее озвучивание                                                           | В защиту слонов                                 | Победа    |
| Прайм-таймовая премия «Эмми»   | 2015 | Лучшая женская роль в комедийном телесериале                                 | Грейс и Фрэнки                                  | Номинация |
| Прайм-таймовая премия «Эмми»   | 2016 | Лучшая женская роль в комедийном телесериале                                 | Грейс и Фрэнки                                  | Номинация |
| Прайм-таймовая премия «Эмми»   | 2017 | Лучшая женская роль в комедийном телесериале                                 | Грейс и Фрэнки                                  | Номинация |
| Прайм-таймовая премия «Эмми»   | 2018 | Лучшая женская роль в комедийном телесериале                                 | Грейс и Фрэнки                                  | Номинация |
| BAFTA                          | 1976 | Самый многообещающий дебютант                                                | Нэшвилл                                         | Номинация |
| BAFTA                          | 1978 | Лучшая женская роль                                                          | Позднее шоу                                     | Номинация |
| Берлинский кинофестиваль       | 1977 | Лучшая женская роль                                                          | Позднее шоу                                     | Победа    |
| Независимый дух                | 1992 | Лучшая женская роль                                                          | В поисках признаков разумной жизни во Вселенной | Номинация |
| Независимый дух                | 1997 | Лучшая женская роль второго плана                                            | Не будите спящую собаку                         | Номинация |
| Премия Гильдии киноактёров США | 2003 | Лучшая женская роль в драматическом телесериале                              | Западное крыло                                  | Номинация |
| Премия Гильдии киноактёров США | 2003 | Лучший актёрский состав в драматическом сериале                              | Западное крыло                                  | Номинация |
| Премия Гильдии киноактёров США | 2005 | Лучший актёрский состав в драматическом сериале                              | Западное крыло                                  | Номинация |
| Премия Гильдии киноактёров США | 2017 | За вклад в кинематограф                                                      | н/д                                             | Победа    |
| Премия Гильдии киноактёров США | 2017 | Лучшая женская роль в комедийном телесериале                                 | Грейс и Фрэнки                                  | Номинация |
| Премия Гильдии киноактёров США | 2018 | Лучшая женская роль в комедийном телесериале                                 | Грейс и Фрэнки                                  | Номинация |
| Премия Гильдии киноактёров США | 2019 | Лучшая женская роль в комедийном телесериале                                 | Грейс и Фрэнки                                  | Номинация |
| Спутник                        | 2006 | Лучшая женская роль второго плана в кинофильме                               | Компаньоны                                      | Номинация |
| Спутник                        | 2016 | Лучшая женская роль в комедийном телесериале или мюзикле                     | Грейс и Фрэнки                                  | Номинация |
| Сатурн                         | 1982 | Лучшая киноактриса                                                           | Невероятно уменьшившаяся женщина                | Номинация |
| Тони                           | 1986 | Лучшая актриса в пьесе                                                       | В поисках признаков разумной жизни во Вселенной | Победа    |